# Institut tibétain des arts du spectacle
L'Institut tibétain des arts du spectacle (abr. : ITAS; en anglais : Tibetan Institute of Performing Arts, abbr : TIPA) a été fondé par le 14e dalaï-lama lorsqu'il est arrivé à Dharamsala, en Inde, en exil du Tibet en août 1959. L'institut fut l'une des premières institution mise en place par le Dalaï-lama , et fut établi pour sauvegarder l'héritage artistique tibétain, en particulier l'opéra, la danse et la musique.

## Troupe de l'opéra

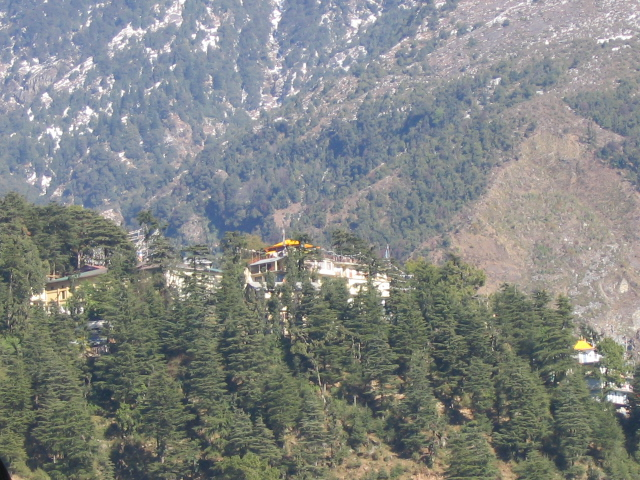
Vue du Tibetan Institute of Performing Arts, Dharamsala

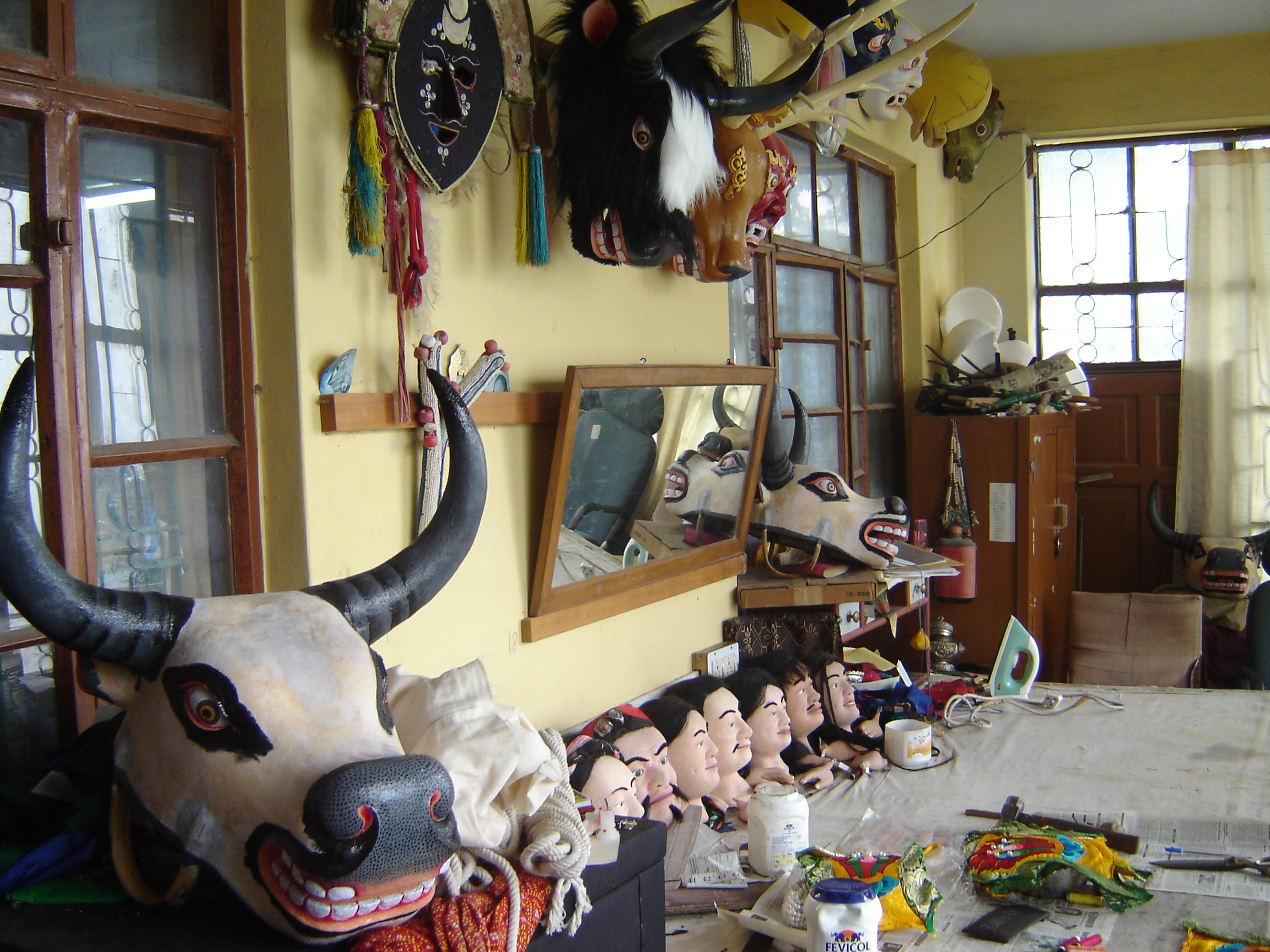
Atelier du TIPA

La nouvelle troupe de l'opéra a réuni les talents de professionnel et les interprètes amateurs compétents et est devenue une source majeure de divertissement dans les camps de réfugié tibétains et les performances nombreuses des opéras traditionnels du Lhamo. Ces performances vivantes qui durent parfois toute une journée ont apporté couleur, rire et un rappel du pays dans les vies des réfugiés.  

## Directeurs
Voici la liste des directeurs du TIPA
1. Ven. Ngawang Rigdol  1962- 1965
2. Mr. Ngawang Thutop Maja (directeur par intérim) novembre 1965-mars 1966
3. Mr. Phuntsok Namgyal Dumkhang avril 1966 - octobre 1968
4. Ven. Tamding Gyatso octobre 1968- novembre 1969
5. Mr. Ngawang Dakpa novembre 1969 - janvier 1979
6. Ven. Lobsang Tenzin  janvier 1979 -juillet    1979
7. Mr. Thubten Samdup  juillet 1979 - juillet 1980
8. Mr. Phurbu Tsering (directeur par intérim) juillet 1980-1981
9. Mr. Jamyang Norbu 1981 - 1985
10. Mr. K.K. Wangchuk 1985 - 1988
11. Mr. Tsering Wangyal 1988 - 1990
12. Mr. Ngodup Tsering 1991 - 1995
13. Mr.  Jamyang Dorjee Chakrishar 1995 - 2000[3].
14. Mr. D.N. Choedak aka Ngawang Chodak  2000- 2002
15. Mrs. Kalsang Y. Dakpo aka Kalsang Yudon Dagpo  2002- 2007
16. Mr. Wangchuk Phasur 2007- 2010
17. Mr. Sonam Choephel Shosur  20 janvier 2010 - 30 avril 2012
18. Mrs. Tsering Yangkyi 1er mai 2012 - 31 août 2014
19. Mr. Wangdu Tsering Pesur 1er septembre 2014 - 2 décembre 2018
20. Mr. Ngawang Yonten 3 décembre 2018 - 5 mars 2020
21. Mr. Sonam Chophel (directeur par intérim)  6 mars 2020 - 15 janvier 2021
22. Mrs. Tsering Chonzom 16 janvier 2021 - 24 mai 2021
23. Mr. Ngawang Choephel  25 mai 2021 -
24. Mr. Dhondup Tsering[4] 15 juin 2022 -

## Anciens élèves
- Sonam Tashi (Acho Danny)
- Tsering Dorjee
- Namgyal Lhamo
- Techung
- Kelsang Chukie Tethong
- Tenzin Gönpo